# Final Four
Final Four és un terme esportiu que s'aplica habitualment als darrers quatre equips que queden en un torneig. En general, es refereix a un format final de torneig on quatre equips juguen dues rondes de partits d'eliminació directa, donant lloc a un únic campió. El terme s'utilitzava amb més freqüència als Estats Units; de vegades, també se l'anomena la «semifinal».
El terme és una marca registrada per la NCAA als EUA, de manera que cap altra organització en aquest país pot utilitzar la frase per referir-se als seus tornejos. L'ús més antic i més comú del terme és en referència a la final de quatre equips del Campionat de bàsquet de l'NCAA: NCAA Men's Division I Basketball Championship i NCAA Women's Division I Basketball Championship. Cada equip arriba a la Final Four del campionat regional dels tornejos de l'Est, Sud, Centre-Oest o Oest. Els equips es desplacen a una localitat comuna per a la Final Four.
Final Four també pot referir-se a:
En els esports:
- La Final Four de l'Eurolliga de bàsquet a Europa.
- La Final Four del Campionat de Voleibol Masculí de la NCAA o Campionat de Voleibol Femení de la NCAA
- La Frozen Four, a la NCAA d'Hoquei sobre Gel
- Els equips en la ronda semifinal de tornejos de bàsquet de la universitat a les Filipines, i, per analogia, altres esports de la universitat en aquest país: la UAAP Final Four, i la Final Four de la Lliga de Campions de voleibol de la CEV

A la televisió:
- Els últims quatre contendents a Starstruck, una sèrie de televisió de les Filipines
- Els darrers quatre concursants de reality shows, com Survivor